# Lukas Denner
Lukas Denner (* 19. Juni 1991 in Wien) ist ein österreichischer Fußballspieler.

## Karriere
Denner begann seine Karriere beim Wiener Klub ASV 13, den er 2005 Richtung FK Austria Wien verließ. Nach einem Jahr bei den Veilchen wechselte er zum Stadtrivalen SK Rapid Wien und blieb bis 2010 in deren Jugendabteilung.
2010 wurde er dann in die zweite Mannschaft der Grün-Weißen geholt. Sein Debüt für die Amateure gab er am 2. April 2010 gegen den SV Horn, als er durchspielte. Das Heimspiel wurde 0:1 verloren. Nach zwei weiteren Saisonen bei den Amateuren kam Denner unter Trainer Zoran Barišić zu seinem Debüt in der Bundesligamannschaft.
Am letzten Spieltag der Saison 2012/13 im Spiel gegen die SV Ried, welcher am 26. Mai 2013 stattfand, wurde Denner in der 89. Minute für Markus Katzer eingewechselt. Nachdem er sich auch in der folgenden Spielzeit nicht in der Mannschaft etablieren konnte, wurde er in der Winterpause 2014 an den SC Wiener Neustadt verliehen. Dort erkämpfte er sich einen Stammplatz auf der linken Position in der Abwehr und wurde letztlich im Sommer 2014 von den Niederösterreichern fest verpflichtet. Denner erhielt einen Vertrag bis zum Ende der Saison 2014/15 mit der Option auf ein weiteres Jahr.
Im Sommer 2015 wechselte er, nach dem Abstieg der Niederösterreicher, zum SV Grödig.
Nachdem sich Grödig aus dem Profifußball zurückgezogen hatte, wechselte er im Sommer 2016 zum Zweitligisten SV Horn.
Nach dem Abstieg aus der zweiten Liga verließ er Horn im Sommer 2017.
In der Winterpause der Saison 2017/18 kehrte Denner zum SC Wiener Neustadt zurück, wo er allerdings zunächst für die fünftklassigen Amateure zum Einsatz kommen sollte. Im April 2018 stand er gegen den FC Blau-Weiß Linz schließlich auch erstmals wieder im Profikader der Wiener Neustädter. Im Mai 2018 kam er gegen den Floridsdorfer AC auch erstmals wieder für die Profis zum Einsatz.
Zur Saison 2018/19 kehrte er zum SV Horn zurück. Nach der Saison 2018/19 verließ er Horn. Nach einem halben Jahr ohne Verein wechselte er im Februar 2020 zum viertklassigen ASK Kottingbrunn.